# Бјекур
Бјекур (фр. Biécourt) је насељено место у Француској у региону Лорена, у департману Вогези.
По подацима из 2011. године у општини је живело 89 становника, а густина насељености је износила 14,98 становника/km².

## Демографија
| 1962. | 1968. | 1975. | 1982. | 1990. | 2011. |
| ----- | ----- | ----- | ----- | ----- | ----- |
| 130   | 134   | 122   | 118   | 98    | 89    |